# Protoneura rojiza
Protoneura rojiza là loài chuồn chuồn trong họ Protoneuridae. Loài này được González miêu tả khoa học đầu tiên năm 1992.